# Лопухов, Илья Николаевич
Илья Николаевич Лопухов (25 мая 1986) — российский биатлонист и тренер, призёр чемпионата России. Мастер спорта России по лыжным гонкам (2005) и биатлону (2008).

## Биография
Сын известного тренера Николая Петровича Лопухова.
В качестве спортсмена на внутренних соревнованиях представлял Московскую область и Москву. Завоевал ряд медалей чемпионата России по биатлону, в том числе в 2008 и 2009 годах становился бронзовым призёром в командной гонке в составе сборной Москвы.
Окончил МГАФК (2008). После завершения спортивной карьеры некоторое время работал тренером в СШОР № 43 г. Москвы. В 2018 году перешёл на работу в тренерский штаб сборной Украины по биатлону. Вместе с ним перешли его воспитанницы Екатерина Бех, Анастасия Рассказова и Оксана Москаленко, принявшие украинское гражданство. По состоянию на 2021 год работает тренером сборной «Б» Украины.